# Stanisław Piosik
Stanisław Piosik (Wolsztyn; 25 de Fevereiro de 1946 — ) é um político da Polónia. Ele foi eleito para a Sejm em 25 de Setembro de 2005 com 5105 votos em 38 no distrito de Piła, candidato pelas listas do partido Sojusz Lewicy Demokratycznej.
Ele também foi membro da Sejm 2001-2005.